# Titanic (film, 1953)
Pour les articles homonymes, voir Titanic (homonymie).
Pour plus de détails, voir Fiche technique et Distribution.
Titanic est un film catastrophe américain réalisé par Jean Negulesco, sorti en 1953. Il relate les histoires de différents personnages fictifs au cours du naufrage du paquebot Titanic survenu le 15 avril 1912. Cette superproduction hollywoodienne bénéficie d'effets spéciaux audacieux pour l'époque, et remporte l'Oscar du meilleur scénario original.

## Synopsis
Pour soustraire ses enfants Annette et Norman à l'influence de son mari dont elle est séparée, Julia Sturges décide de les emmener à bord du paquebot Titanic. Son mari Richard parvient à embarquer au dernier moment pour récupérer ses enfants. Ils rencontrent d'autres passagers comme Maud Young, une jeune femme fortement inspirée de Margaret Brown, Gifford Rogers, un jeune joueur de tennis qui tombe rapidement amoureux de la jeune Annette et George S. Headley, un prêtre suspendu pour alcoolisme.
Julia accepte finalement de laisser sa fille choisir avec qui elle restera, vu son âge, mais refuse que son fils la quitte. Elle apprend à Richard que Norman n'est pas son fils. Le paquebot heurte finalement un iceberg, et la famille se réconcilie près des embarcations de sauvetage. Julia et les enfants embarquent, mais Norman quitte le canot pour laisser sa place à une femme.
Norman et Richard périssent donc dans le naufrage lorsque les chaudières explosent et que le navire sombre. Gifford Rogers manque également de se noyer mais est sauvé par Julia et Annette, tandis que George Headley se sacrifie pour aller donner les derniers sacrements aux membres d'équipage qui ont œuvré dans les profondeurs du navire sans chercher à sauver leur vie.

## Fiche technique
Sauf indication contraire, les informations mentionnées dans cette section peuvent être confirmées par la base de données cinématographiques IMDb,  présente dans la section « Liens externes ».
- Titre original : Titanic
- Réalisation : Jean Negulesco
- Scénario : Charles Brackett, Richard Breen et Walter Reisch
- Direction artistique : Lyle Wheeler et Maurice Ransford
- Costumes : Dorothy Jeakins et Charles Le Maire
- Photographie : Joseph MacDonald
- Musique : Sol Kaplan
- Montage : Louis Loeffler
- Production : Charles Brackett
  - Sociétés de production et distribution :Twentieth Century Fox
- Pays de production :  États-Unis
- Langues originales : anglais ; basque, espagnol, français
- Format : noir et blanc
- Genre : catastrophe
- Durée : 98 minutes
- Dates de sortie :
  - États-Unis : 11 avril 1953 (avant-première mondiale à Norfolk en Virginie)
  - France : 18 mars 1955

## Distribution
- Barbara Stanwyck (VF : Lita Recio)  : Julia Sturges
- Clifton Webb (VF : Gérard Férat)  : Richard Ward Sturges
- Robert Wagner  (VF : Hubert Noël) : Gifford « Giff » Rogers
- Thelma Ritter  (VF : Germaine Michel) : Maude Young
- Audrey Dalton (VF : Arlette Thomas)  : Annette Sturges
- Brian Aherne  (VF : Jacques Erwin) : Le capitaine Edward John Smith
- Richard Basehart  (VF : Lucien Bryonne) : George S. Healey
- William Johnstone : John Jacob Astor
- Frances Bergen : Madeleine Astor
- Barry Bernard : Premier officier Murdoch
- Charles B. Fitzsimons : Henry Wilde
- Nicolas Coster (non crédité) : un matelot

## Production
La production du film, à l'origine intitulé Plus près de toi, mon Dieu (Nearer My God To Thee) débute en novembre 1952. Une maquette de huit mètres est utilisée pour réaliser les scènes du naufrage. Le scénario est en revanche très éloigné de la réalité : le navire n'a ainsi pas sombré dans un fracas d'explosions de chaudières. De plus, les personnages principaux sont fictifs. Cela n'a pas empêché l'historien Walter Lord de déclarer à propos du personnage de Clifton Webb que s'il n'avait pas été à bord, il aurait très bien pu y être.

## Distinction
Le film remporte l'Oscar du meilleur scénario original pour Charles Brackett, Richard Breen et Walter Reisch,. Le film reçoit 88 % de critiques favorables sur le site Rotten Tomatoes.